# کریستوفر برونر
کریستوفر یوزف برونر (به انگلیسی: Christopher Joseph Brunner) مدرس زبان‌ها و ادیان ایرانیِ پیشااسلامی در دانشگاه کلمبیا در دههٔ ۱۹۷۰ میلادی و دستیار احسان یارشاطر در هیئت ویراستاری دانشنامهٔ ایرانیکا است. او مدرک کارشناسی‌اش را در سال ۱۹۶۶ از دانشگاه میشیگان و دکتری‌اش را در ۱۹۷۱ از دانشگاه پنسیلوانیا گرفت. رسالهٔ دکتری او «علم نحو زبان‌های ایرانی غربی» به سال ۱۹۷۷ در مجموعه آثار ایران‌شناسیِ مرکز مطالعات ایران‌شناسی منتشر شد و مُهرهای ساسانیِ او از سوی موزهٔ هنرهای متروپولیتن نیویورک به سال ۱۹۷۸ منتشر گشت. مقالات او در دانشنامهٔ ایرانیکا در زمینهٔ متون، مُهرها و دیگر موضوعات ایرانیِ پیشااسلامی است. دکتر برونر مدیر بازنشستهٔ سازمان «توسعهٔ نرم‌افزارهای کامپیوتری» است. همچنین او تجربه‌هایی در زمینهٔ زبان و ادبیات ژاپنی دارد.

## آثار
- نحو زبان‌های ایرانی میانهٔ غربی، ترجمهٔ سعید عریان، تهران: پژوهشگاه فرهنگ و هنر اسلامی، ۱۳۷۵ ش.
- نحو در ایرانی میانهٔ غربی، ترجمهٔ رقیه بهزادی.

- Christopher J. Brunner, “Geographical and Administrative Divisions: Settlements and Economy,” in Ehsan Yarshater, ed. , Cambridge History of Iran III, Cambridge, 1983, pp. 747-77.

در دانشنامهٔ ایرانیکا:
- C. J. Brunner, “Adurfrazgird,” Encyclopædia Iranica, I/5, p. 478; an updated version is available online at http://www.iranicaonline.org/articles/adurfrazgird-a-brother-of-the-sasanian-king-sapur-ii-a (بازیابی در ۶ مارس ۲۰۱۴).
- C. J. Brunner, “Airyaman Isya,” Encyclopædia Iranica, I/7, p. 695; an updated version is available online at http://www.iranicaonline.org/articles/airyaman-isya-gathic-avestan-prayer-named-from-its-opening-words-a-airyma-isyo-of-y (بازیابی در ۲۸ مارس ۲۰۱۴).
- C. J. Brunner, “Abradatas,” Encyclopædia Iranica, I/3, p. 228; an updated version is available online at https://web.archive.org/web/20160304193637/http://www.iranicaonline.org/articles/abradatas-a-fictional-king-of-susa-in-xenophons-fictional-didactic-life-of-cyrus-cyropaedia-books-5-7 (بازیابی در ۲۵ ژانویهٔ ۲۰۱۴).
- C. J. Brunner, “Aboulites,” Encyclopædia Iranica, I/3, p. 228; an updated version is available online at http://www.iranicaonline.org/articles/aboulites-satrap-of-susiana-under-darius-iii-at-the-time-of-the-achaemenid-collapse (بازیابی در ۲۵ ژانویهٔ ۲۰۱۴).
- C. J. Brunner, “Abraz,” Encyclopædia Iranica, I/3, pp. 228-229; an updated version is available online at http://www.iranicaonline.org/articles/abraz-middle-persian-high-superior-height-old-iranian-uparyank-above-high (بازیابی در ۲۵ ژانویهٔ ۲۰۱۴).
- C. J. Brunner, “Airyaman Isya,” Encyclopædia Iranica, I/7, p. 695; an updated version is available online at http://www.iranicaonline.org/articles/airyaman-isya-gathic-avestan-prayer-named-from-its-opening-words-a-airyma-isyo-of-y (بازیابی در ۲۸ مارس ۲۰۱۴).
- C. J. Brunner, “Adrapana,” Encyclopædia Iranica, I/5, p. 471; an updated version is available online at http://www.iranicaonline.org/articles/adrapana-the-third-station-from-the-western-border-of-upper-media-recorded-by-isidore-of-charax-in-the-1st-century-a (بازیابی در ۲۸ فوریهٔ ۲۰۱۴).
- C. J. Brunner, “Aksinvar,” Encyclopædia Iranica, I/7, pp. 729-730; an updated version is available online at http://www.iranicaonline.org/articles/aksonvar-the-imperfect-recording-in-arabic-tabari-i-p (بازیابی در ۱۳ مهٔ ۲۰۱۴).
- C. J. Brunner, “ABDAGASES” Encyclopædia Iranica, I/2, p. 172; an updated version is available online at http://www.iranicaonline.org/articles/abdagases-great-king-of-the-pahlava-dynasty-in-drangiana-arachosia-gandhara (بازیابی در ۱۷ ژانویهٔ ۲۰۱۴).
- C. J. Brunner, “Ahlomog,” Encyclopædia Iranica, I/6, p. 638; an updated version is available online at https://web.archive.org/web/20160317202952/http://www.iranicaonline.org/articles/ahlomog-middle-persian-form-of-younger-avestan-asmaoa-one-who-produces-confusion-of-truth-a-term-applied-to-iranian-p (بازیابی در ۱۶ مارس ۲۰۱۴).